# 林芝龙胆
林芝龙胆（学名：Gentiana nyingchiensis）是龙胆科龙胆属的植物，是中国的特有植物。分布在中国大陆的西藏等地，生长于海拔4,360米至4,500米的地区，一般生于灌丛中及古冰碛缝中，目前尚未由人工引种栽培。